# Neopythagorisme

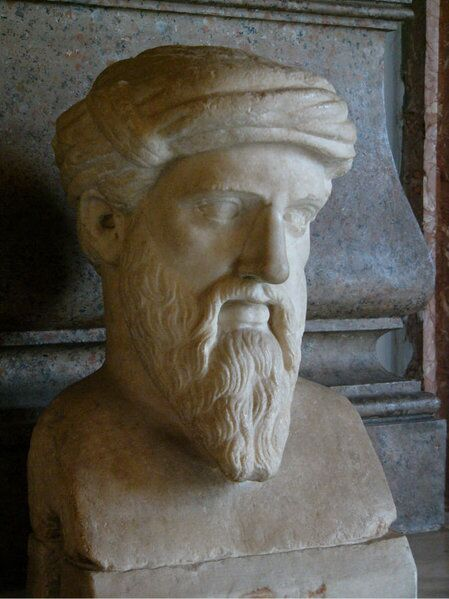
Buste van Pythagoras.

Het neopythagorisme was een herleving van pythagoreïsch gedachtegoed in de 1e eeuw v.Chr. Het vormde geen duidelijk gedefinieerde stroming, maar omvatte filosofisch-esoterische denkbeelden, getallenmystiek, theosofie en geloof in wonderen. Neopythagoreeërs combineerden platonisme met pythagorisme, en herinterpreteerden Plato's filosofie, omdat zij meenden dat zijn ideeën in essentie aan Pythagoras (6e eeuw v.Chr.) waren ontleend. Die neopythagoreeërs staan zodoende ook bekend als middenplatonisten, maar konden ook stoïcijnen zijn. Neopythagoreïsche noties werkten in de Romeinse keizertijd door in het neoplatonisme en in gnostische strekkingen.

## Begin
De voorloper van het neopythagorisme was de stoïcijn Posidonius (vroege 1e eeuw v.Chr.), die geïnteresseerd was in de kosmologische Timaeus van Plato, die zich voor zijn ideeën over emoties zou hebben gebaseerd op Pythagoras. De achteruitgang van de platonische Academie en de hernieuwing van het pythagorisme door Nigidius Figulus (Nigidius Fibulus) in Rome waren omstandigheden die de weg vrijmaakten voor het neopythagorisme.
Eudorus van Alexandrië (tweede helft 1e eeuw v.Chr.) was de eerste die Plato's filosofie pythagoreïsch herinterpreteerde, transcendentaal maakte en een belangrijke rol toekende aan getallen. Filosofisch gezien stond hij daarmee radicaal tegenover het gangbare platonisme van zijn tijd, dat juist scepticistisch was, maar stond hij waarschijnlijk aan de basis van het middenplatonisme. Zo schreef hij een commentaar op de numerologie bij de kosmogonie in de Timaeus, en veranderde hij het platonisme in een theologisch doctrine. Hij ontwikkelde een transcendent wereldbeeld dat volgens hem pythagoreïsch moest zijn, waarbij de mens zich op de opperste en transcendente god, het goede of Ene, moest richten. Pythagoras had immers gezegd: 'Volg God'. Die oppergod was de enige oersubstantie (archè), en stond boven een bepaalde Monade en een onbepaalde Dyade, de elementen van de wereld. Hierin sloot Eudorus aan op de Oude Academie van de late 4e eeuw v.Chr. onder Speusippus en Xenocrates, en legde hij de basis voor Plotinus' neoplatonisme.

## Romeinse keizertijd
De gehelleniseerde jood Philo van Alexandrië (eerste helft 2e eeuw) gebruikte middenplatonische en pythagoreïsche denkbeelden in zijn allegorische interpretaties van het Oude Testament. Ook zijn platonisme is gericht op het transcendente, waarvoor Pythagoras de bron zou zijn. Hij was van invloed op neoplatonisten en kerkvaders zoals Origenes en Augustinus. Voor hem was God 'onnoembaar', 'onuitspreekbaar' en 'onbevattelijk', wat niet alleen kwam door zijn transcendentie, maar ook door het joodse taboe om God bij Zijn naam te noemen. De Demiurg (Plato's scheppergod) kwam niet als nieuw wezen uit Hem voort, maar emaneerde rechtstreeks uit God. Men kon Hem alleen kennen via zijn krachten en Logos, die gelijk stond met Plato's Ideeën. Die Ideeën zijn tegelijk getallen, een notie van Speusippus. God schiep volgens Genesis op de vierde dag de hemel, en het getal vier verwees niet enkel naar het aantal muzikale ratio's, maar ook naar de vier aspecten van de vorm: punt (1), lijn (2), vlak (3) en lichaam (4). Philo's getallenmystiek wortelt in het oude pythagorisme en in het platonisme.
Verdere neopythagoreïsche filosofen waren Moderatus van Gades, Nicomachus van Gerasa en Numenius van Apamea. Voor Moderatus waren Plato en zijn leerlingen eenvoudigweg schuldig aan plagiaat ten opzichte van Pythagoras. Dat kwam doordat hij zich baseerde op pythagoreïsche maar pseudepigrafische teksten die sterk platonisch en aristotelisch gekleurd waren. Hij stelde onder andere dat getallen Ideeën vertegenwoordigen zoals letters klanken. Dit diende wiskundige pedagogische doeleinden, en zou de basis zijn voor Plato's dialectiek. Achter de numerologische theorieën scholen diepere kosmische principes. Zo wordt het Ene niet alleen een getal, maar tevens een verenigend beginsel. Drie staat voor de natuur met een begin, midden en einde. De vorming van de kosmos zoals beschreven in de Timaeus zou zodoende geschieden volgens numerologische wetten. Uit het ene ontstaat bovendien de veelheid van dingen, en dus verdeeldheid, en dus ook het kwaad. Die notie was bekend bij gnostici maar kan teruggaan op de pythagoreïsche tabel van tegenstellingen: een-twee, licht-donker etc.
De tweede-eeuwse Nicomachus schreef populaire verhandelingen over rekenkunde en harmonieleer. De getallen 1 tot en met 10 (het perfecte getal volgens de pythagoreeërs) interpreteerde hij theologisch. Zo worden bijvoorbeeld Griekse goden deelaspecten van getallen. Dergelijke getallenmystiek was van invloed op de neoplatonist Proclus en het neopythagoreïsche geschrift over getallenmystiek Theologie van de rekenkunde van pseudo-Jamblichus.
De laatste belangrijke neopythagoreeër was Numenius, die een directe bron was voor Plotinus. Zijn denken kende twee tendensen, namelijk een terugkeer naar de zuivere leer van de Oude Academie, en het traceren van de oorsprong van Plato's filosofie bij zowel Pythagoras als ook oudere bronnen uit het Midden-Oosten. Plato's filosofie zou reeds hebben bestaan bij de Brahmanen, Babylonische magi, Egyptische priesters en vooral ook de Hebreeuwse geschriften. Numenius' bekende uitspraak was: 'Wie anders is Plato dan Mozes die Grieks praat?' Hoe verder men terugging, hoe puurder en beter de wijsheid werd.
In de moderne en hedendaagse filosofie zijn er invloeden van het neopythagorisme merkbaar, bijvoorbeeld in de stelling van Löwenheim-Skolem, die aangeeft dat geldige interpretaties van de wereld terug te voeren zijn tot getallen. Ook de theorie van het interne realisme van de epistemoloog Hilary Putnam steunt op een pythagoreïsche gedachte.